# Santa Marta do Pinhal
Santa Marta do Pinhal é uma localidade portuguesa da freguesia de Corroios, Município do Seixal, distrito de Setúbal. Antigo local ocupado por um extenso pinhal, hoje é uma das localidades mais urbanizadas do concelho do Seixal em grande desenvolvimento.
Santa Marta do Pinhal é limitada a leste pelo município do Barreiro e Seixal, a sul por Sesimbra, a norte por Almada e a norte pelo estuário do Tejo, através do qual tem ligação a Lisboa.

## Acessos
- A2 SUL - Saída Seixal/Fogueteiro;
- EN 10 - Saída Cruz de Pau, Fogueteiro, Casal do Marco ou Aldeia de Paio Pires;
- EN 378 - Ligação de Sesimbra ao Seixal;
- Comboio Fertagus - Estação de Corroios;
- Autocarros - Fertagus, Setubalense e TST (110/169/170);
- Barco Transtejo - Lisboa/Seixal;
- Metropolitano Sul do Tejo - Cacilhas/Corroios e Universidade Monte de Caparica/Corroios.

## Cultura
- Piscina Municipal de Corroios
- Pista de Aeromodelismo do Seixal
- Descampado Municipal dos Sapos
- Casa-Broa Morais
- Pavilhão Multiusos Quinta da Marialva